# Pranaśarira
Pranaśarira – ciało subtelne w hinduizmie, jedna z powłok istoty ludzkiej.
Elementy struktury ciała pranicznego:
- prana – subtelna energia witalna
- nadi – kanały energetyczne
- bindu – krople zagęszczonej energii
- grandhi – węzły na drodze wznoszącej się energii kundalini
- ćakry – ośrodki ogniskowania się świadomości, centra energii, zbiorniki sanskar